# Леофвайн
Леофвайн (англ. Leofwine; умер в 1023/1032) — элдормен Хвикке с 994 года, элдормен Мерсии с 1017 года.

## Биография
Леофвайн был сыном Эльфвайна, про которого ничего не известно, но его семья, по мнению Энн Уильямс, происходила из Восточного Мидленда.
В 994 году король Англии Этельред II назначил его элдорменом Хвикке — области, которая в ранний англосаксонский период была королевством в Западном Мидленде, но затем была присоединена к Мерсии. В 998 году Леофвайн получил ещё владения в Уорикшире.
Сфера полномочий Леофвайна в качестве элдормена неясна. Во время правления Этельреда II он владел Вустарширом и Глостерширом, но эти графства вместе с Херефордом в начале правления Кнуда Великого были переданы датчанам. 
В 1013 году Леофвайн подчинился датскому королю Свейну Вилобородому, одним из которых был его внук Этельвин, «которому датчане отрубили руки». Поводом, вероятно, стал переход элдормена на сторону Этельреда II после смерти Свейна в 1014 году. В 1017 году Кнуд Великий убил Нортмана, сына Леофвайна, однако в этом же году после убийства Эдрика Стреоны назначил его самого элдорменом Мерсии. Двое оставшихся в живых сына элдормена получили должности на западе: Леофрик был шерифом Вустершира, а Эдвин — шерифом Херефордшира.
В религиозных учреждениях Западной Мерсии за Леофвайном и его сыновьями закрепилась репутация грабителей, поскольку их обвиняли в захвате земель, принадлежавших Вустерской церкви. Так Этельред II передал ему владения в Матоне (Херефордшир), принадлежавшие Першорскому аббаттсву, а его сыну Нортманну — поместье в Хэмптоне (Вустершир), на которое претендовало Ившемское аббатство. В то же время религиозные учреждения в Восточной Мерсии хорошо относились к потомкам Леофрика, которые были их благодетелями, а его правнук, Леофрик, был аббатом Петерборо. 
Леофвайн в последний упоминается в 1023 году, когда засвидетельствовал хартию Кнуда Великого. Вероятно, вскоре после этого он умер. Его сын Леофрик к 1032 году стал эрлом Мерсии. 

## Брак и дети
Имя жены Леофвайна неизвестно. Дети:
- Нортман[англ.] (убит в 1017)[2][4].
- Леофрик (умер 30 октября 1057), эдормен (эрл) Мерсии ранее 1032 года, шериф Вустершира[2][3][4].
- Эдвин (убит в 1039), шериф Херефордшира[2][3][4].
- Годвин [2].